# Цуканов Євген Васильович
Євген Васильович Цуканов — старший солдат Збройних Сил України, учасник російсько-української війни, що загинув у ході російського вторгнення в Україну в 2022 році.

## Життєпис
Євген Цуканов народився 30 січня 1997 року у Марківці Луганської області. З початком повномасштабного російського вторгнення в Україну був мобілізований та перебував на передовій у складі 81-ої окремої аеромобільної бригади десантно-штурмових військ ЗСУ. Євген Цуканов обіймав військову посаду старшого механіка 3-го десантно-штурмового взводу в/ч А1493. Загинув під час масованого обстрілу села Малинівки поблизу міста Гуляйполя Запорізької області 6 травня 2022 року.
Чин прощання із Євгеном Цукановим та загиблими співслуживцями старшим солдатом Євгенієм Горенком, солдатами Юрій Гапулою, Сергієм Коротченком, Микитою Луговим та Дмитром Рябичем, Олександром Дерієм та Олександром Шинкаренком відбувся 10 травня 2022 року біля Свято-Успенського кафедрального собору Полтави. Поховали загиблого 11 травня 2022 року на Затуринському кладовищі Полтави.

## Нагороди
- Орден «За мужність» III ступеня (2022, посмертно) — за особисту мужність і самовіддані дії, виявлені у захисті державного суверенітету та територіальної цілісності України, вірність військовій присязі[7].